# Groeve Nieuw Paradijsbergske

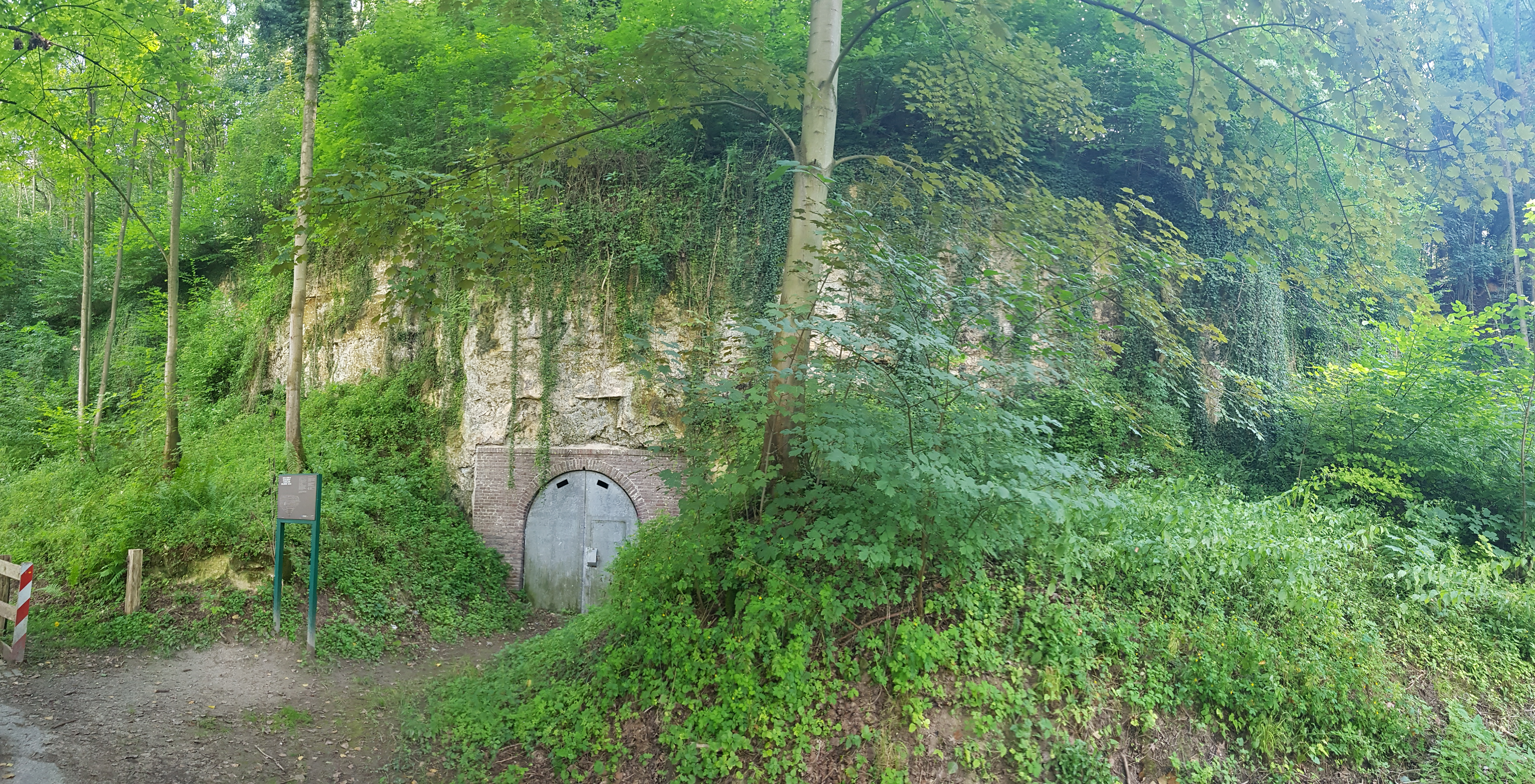
Groeve Nieuw Paradijsbergske

De Groeve Nieuw Paradijsbergske of Nieuwe groeve is een Limburgse mergelgroeve en geologisch monument in de Nederlandse gemeente Valkenburg aan de Geul in Zuid-Limburg. De ondergrondse groeve ligt ten oosten van Geulhem in het hellingbos Bergse Heide op de noordelijke rand van het Plateau van Margraten in de overgang naar het Geuldal. Ter plaatse duikt het plateau een aantal meter steil naar beneden.
Op ongeveer 30 meter naar het oosten ligt de Groeve het Paradijsbergske I en op ongeveer 90 meter naar het westen ligt de Groeve het Paradijsbergske II.

## Geschiedenis
In 1944 legden de Duitsers de tunnel aan voor militaire doeleinden.
Na de Tweede Wereldoorlog kreeg de groeve een nieuwe bestemming en werd er een champignonkwekerij in gevestigd.
De naam van de groeve verwijst naar het café Het Paradijs dat in de omgeving heeft bestaan.

## Groeve
De Groeve Nieuw Paradijsbergske heeft een gebogen gang met een lengte van 88 meter. De groeve heeft een oppervlakte van 842,86 vierkante meter. Het eerste gedeelte van de groeve bestaat uit een stenen gewelf.
De ingang is bijna volledig afgesloten met twee vleermuisopeningen opengehouden.
De beheerder van de groeve is Het Limburgs Landschap. In 2017 werd de groeve op veiligheid onderzocht en werd deze goedgekeurd.

## Geologie
Het gele kalksteen waar deze groeve in uitgehouden is behoort tot de Formatie van Maastricht. De kalksteenwand ter plaatse geeft een representatief beeld van het kalksteen uit deze formatie, waarbij in het bovenste deel de Kalksteen van Meerssen en in het onderste deel de Kalksteen van Nekum te zien is. In de wand zijn er enkele bioturbatie-horizonten zichtbaar. Even boven de ingang van de tunnel is de Horizont van Kanne duidelijk in de kalksteenwand te zien. Op ongeveer tien meter hoogte boven de vloer van de groeve bevindt zich de goed zichtbare Horizont van Caster die de scheiding vormt tussen de Kalksteen van Nekum eronder en de Kalksteen van Meerssen erboven.